# Liste der Großpröpste von Saint-Dié
Die folgenden Personen waren Großpröpste des Stifts Saint-Dié (Frankreich):

## Großpröpste
- 1025–1049 Bruno
- 1049–1068 Waldrade
- 1068–1070 Pibon
- 1070–1090 Raimbaud I.
- 1090–1122 Raimbaud II.
- 1122–1135 Albert
- 1135–1160 Heinrich I. von Lothringen
- 1160–1188 Dietrich I. von Lothringen
- 1188–1216 Matthias von Lothringen
- 1216–ca. 1227 Friedrich I.
- 1228–1237 Hugo
- 1238–1260 Philipp I. de Florhenge
- 1260–1275 Jean I. de Fontenoy
- 1277–1298 Friedrich II. von Lothringen
- 1298–1319 Jean II. d´Arguel
- 1319–1320 Jacques de Nancy
- 1324–1350 Philippe II. de Bayon
- 1350–1376 Gerard l´Homme
- 1378–1380 Alleaume Boistelli
- 1381–ca. 1414 Gauthier de Ficocourt
- 1414–1416 Pierre d’Ailly, Kardinal
- 1417–ca. 1424 Thierri II.
- ca. 1424–ca. 1428 Henri II. de Haroue
- 1429–1467 Frederic III. de Clesentaine
- 1467–1495 Didier de Bistorf
- 1496–1509 Louis de Dommartin
- 1509–1527 Varry de Savigny
- 1527–1529 Nicolas I. Didier
- 1530–1557 André de Renette
- 1557–1573 Nicolas II. de Renette
- 1573–1585 Cuny Alix
- 1585–1620 Gabriel de Renette
- 1620–1645 Philippe III. de Tantonville
- 1646–1648 Karl von Lothringen
- 1648–1659 Karl Leopold von Lothringen
- 1650–1701 Francois de Riguet
- 1701–1722 Bernard Dufort
- 1723–1725 Jean Francois de Mahuet
- 1725–1737 Jean Claude Sommier
- 1741–1742 Le Comte de Saluski
- 1743–1753 Scipion Jerome Bégon
- 1754–1774 N. de Moreuil